# Lin Sing Association
Lin Sing Association is een Chinees-Amerikaanse organisatie. De doelen van de vereniging zijn het verbeteren van de rechten en het welzijn van de leden.

## Geschiedenis
De Lin Sing Association werd opgericht in 1900. In zijn beginjaren huurde de vereniging de bovenste verdieping van het gebouw aan de Pell Street nummer dertien in Chinatown (New York) als hoofdkwartier. Op 26 juni 1925 verhuisde het hoofdkwartier naar 45-49 Mott Street, na het inzamelen van 70.000 dollar. Later werd het gebouw verkleind tot twee appartementen, 47-49 Mott Street.

## Leden
De Lin Sing Association is gemaakt van 18 verschillende organisaties. En dat zijn:
- Hok Shan Society 鶴山公所
- Tsung Tsin Association 崇正會
- Chung Shan Association 中山同鄉會
- Tung On Association 東安公所
- Tai Pun Residents Association 紐約大鵬同鄉會
- Yee Shan Benevolent Society 番禺同鄉會
- Nam Shum Association 南順同鄉會
- Sun Wei Association 美國新會同鄉會
- Fay Chow Association 惠州同鄉會
- Hai Nan Association 海南同鄉會
- Hoy Ping Association 開平同鄉會
- Tai Pun Yook Ying Association 大鵬育英社
- Fukien American Association 福建同鄉會
- Sam Kiang Charitable Association 三江公所
- Sze Kong Association 師公工商會
- Tai Look Merchants Association 太陸商會
- Wah Pei Association 華北同鄉會
- Yan Ping Association 恩平同鄉會